# Antti Kokko
Antti Kokko er lead guitarist for det finske melodisk dødsmetal-band Kalmah. Han er også tidligere medlem af bandet Eternal Tears of Sorrow. Han begyndte som sessionsmusiker og spillede bas på deres turnéer mellem 1997 og 1998, men endte med at blive fuldgyldigt medlem i slutningen af 2000, hvor han afløste Antti-Matti Talala. Han medvirkede på bandets A Virgin and a Whore udgivet i 2001. Hans tid med bandet sluttede ved deres midlertidige opløsning i 2003. Senere besluttede Kalmah sig for at vende tilbage til musikken med deres album The Black Waltz fra 2006. Antti Kokko blev i 2004 færdiguddannet som computerprogrammør, og har blandt andet kodet bandets egen hjemmeside. Han forsker for tiden i bioteknologi ved Finlands Universitet.

## Diskografi

### Med Kalmah
- 1999: Svieri Obraza (demo)
- 2000: Swamplord
- 2002: They Will Return
- 2003: Swampsong
- 2006: The Black Waltz
- 2008: For the Revolution

### Med Eternal Tears of Sorrow
- 2001: A Virgin and A Whore